# Alejo García Moreno
Alejo García Moreno (1842-post. 1918) fue un filósofo, historiador, jurista y traductor español.

## Biografía
Nacido en la localidad almeriense de Albanchez el 17 de julio de 1842, estudió en la Universidad Central. Vinculado al krausismo, publicó trabajos históricos originales y traducciones al castellano de obras de Friedrich Max Müller, Theodor Mommsen, Guillaume Tiberghien, Immanuel Kant, Pasquale Fiore, Ernst Curtius, Jean Gaspar Bluntschli, Maximilian Wolfgang Duncker o Charles Merivale,  entre otros filósofos e historiadores.
Amigo de Joaquín Costa, fundó la primera publicación científica española de Derecho internacional, la Revista de Derecho Internacional, Legislación y Jurisprudencia Comparadas, y realizó un estudio comparativo de las constituciones estadounidense, alemana y suiza, bajo el título Texto y examen crítico de las constituciones federales de los Estados-Unidos, Suiza y Alemania con los proyectos presentados a las Cortes Constituyentes de la República española en 1873 comparadas entre sí y anotadas (1881).
Fundó y dirigió también la revista Las Nacionalidades, así como fue director en Madrid durante varios años de La Revista de los Tribunales. Hacia 1903 fundó la Revista de Legislación Universal y de Jurisprudencia Española. García Moreno fue miembro de la Asociación de la Prensa de Madrid y, desde 1902 hasta su jubilación en 1918, profesor auxiliar en la Facultad de Filosofía y Letras de la Universidad Central.